# Wazn
Wazn (Beta de la Coloma / β Columbae) és el segon estel més brillant a la constel·lació de Coloma, després de Phact (α Columbae), amb magnitud aparent +3,12. El seu nom té el mateix origen que el de Wezen (δ Canis Majoris) i prové àrab وزن wazn, el significat del qual és «pes». La diferent grafia d'un i un altre nom serveix per diferenciar els dos estels.
Les mesures de paral·laxi el situen a una distància d'uns 87,2 anys llum (26,7 parsecs) del Sol.A 86 anys llum del sistema solar, Wazn és un estel gegant taronja de tipus espectral K1 IIICN+1 amb una temperatura superficial de 4535 K. La notació 'CN + 1' indica un nivell més alt del normal d'absorció de cianogen (CN) a l'atmosfera de l'estrella. Dins de les gegants taronges és una de les menys lluminoses, amb una lluminositat de «només» 53 sols i un radi 12 vegades més gran que el radi solar. Les seves característiques físiques són semblants a Pòl·lux (β Geminorum), encara que s'hi troba gairebé al triple de distància que aquesta.
Wazn té dues característiques que la diferencien d'altres estels anàlegs. En primer lloc, es mou a 103 km/s en relació al Sol, unes 6 ó 7 vegades més de pressa que altres estels del nostre entorn, cosa que indica que és una visitant d'una altra part de la galàxia. En segon lloc, a diferència d'altres estels procedents de fora del fi disc galàctic que posseeixen una baixa metal·licitat, la relació entre el contingut de metalls i el d'hidrogen en Wazn és un 30% major que en el Sol 